# Recopa Sul-Brasileira 2009
In 2009 werd de derde editie van de Recopa Sul-Brasileira gespeeld. Aan het voetbaltoernooi namen vier toernooiwinnaars deel van competities uit de Zuid-Braziliaanse staten Rio Grande do Sul,  São Paulo, Santa Catarina en Paraná.  Alle wedstrijden werden gespeeld in het Estádio Municipal Domenico Paolo Metidieri in Votorantim van 12 tot 13 december. Joinville werd kampioen en ontving hiervoor 30.000 real, de runner-up kreeg 10.000 real. 
Doordat de Copa Paraná dit jaar niet gespeeld werd mocht de kampioen van de tweede klasse van de staatscompetitie aantreden. Rio Grande do Sul vaardigde ook de kampioen van de tweede klasse af daar topclub Internacional de Copa FGF gewonnen had.  

## Deelnemers
| Club                               | Toernooiwinnaar                           |
| ---------------------------------- | ----------------------------------------- |
| Votoraty (Votorantim)              | Copa Paulista                             |
| Serrano Centro-Sul (Prudentópolis) | Kampioen 2de klasse Campeonato Paranaense |
| Joinville (Joinville)              | Copa Santa Catarina                       |
| Porto Alegre (Porto Alegre)        | Kampioen 2de klasse Campeonato Gaúcho     |

## Knockout-fase
|  | Halve finale       | Halve finale       |   |  | Finale    | Finale |  |
|  |                    |                    |   |  |           |        |  |
|  |                    |                    |   |  |           |        |  |
|  | Porto Alegre       | 2                  |   |  |           |        |  |
|  | Joinville          | 6                  |   |  |           |        |  |
|  |                    |                    |   |  |           |        |  |
|  |                    |                    |   |  |           |        |  |
|  |                    |                    |   |  | Joinville | 3      |  |
|  |                    | Serrano Centro-Sul | 2 |  |           |        |  |
|  |                    |                    |   |  |           |        |  |
|  |                    |                    |   |  |           |        |  |
|  |                    |                    |   |  |           |        |  |
|  |                    |                    |   |  |           |        |  |
|  | Votoraty           | 0                  |   |  |           |        |  |
|  | Serrano Centro-Sul | 2                  |   |  |           |        |  |

Details finale
|                   |                                   |       |                          |                                                        |
| 13 december 10:00 | Joinville                         | 3 – 2 | Serrano Centro-Sul       | Estádio Municipal Domenico Paolo Metidieri, Votorantim |
| 13 december 10:00 | Lima 9' Ricardinho 61' Lino 90+2' |       | 43' Rocha 84' Thiaguinho | Estádio Municipal Domenico Paolo Metidieri, Votorantim |